# Basan
Basan (en hebreu הַבָּשָׁן, en llatí Basan o Basanitis) de vegades anomenada Batanea tot i que era en realitat una regió veïna diferent, va ser un districte de Perea que anava de Maquerunt a Pel·la, i fins i tot més al nord, ja que Flavi Josep, que descriu la regió, considerava que Gàdara era la capital de Pel·la.
La regió era poblada pels amorites quan s'hi van establir els jueus de la tribu de Manassès, que es van estendre fins al mont Hermon (Djebel es-Shaikh). El seu territori es va dividir en districtes, entre els quals es menciona expressament el país d'Argob, que va ser conquerit per Bashabhavoth Jair (d'aquí el nom de Basan) i el districte d'Edrei, on estava situada la ciutat reial d'Aixtarot.
Basan era famosa perquè tenia unes pastures excel·lents i a la Bíblia se la menciona moltes vegades en aquest sentit.